# Алое страхітливе
Aloe ferox (укр. Алое страхітливе) — сукулентна рослина роду алое.

## Назва

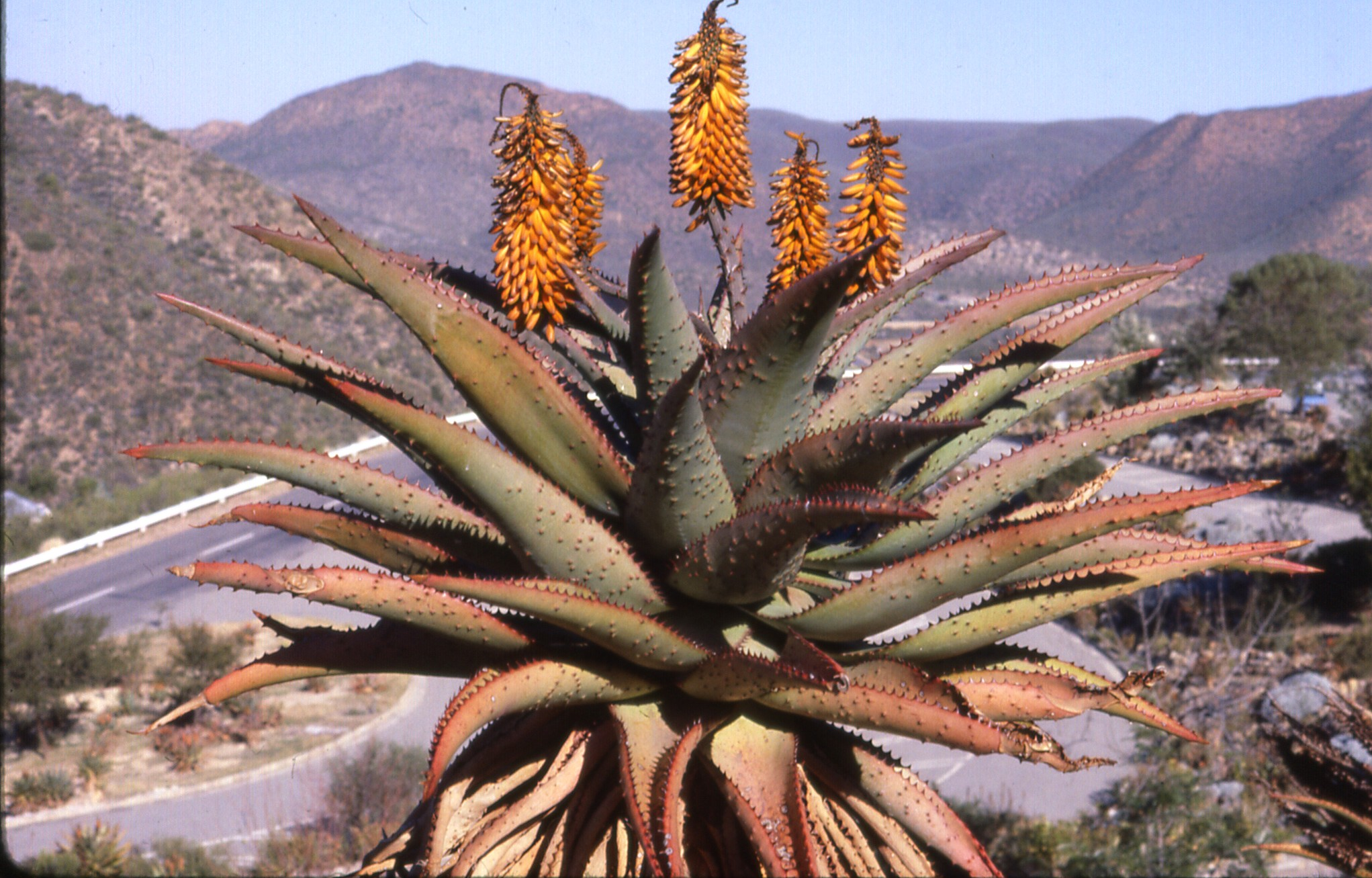
Алое страхітливе біля печер Канго в Західно-Капській провінції, ПАР

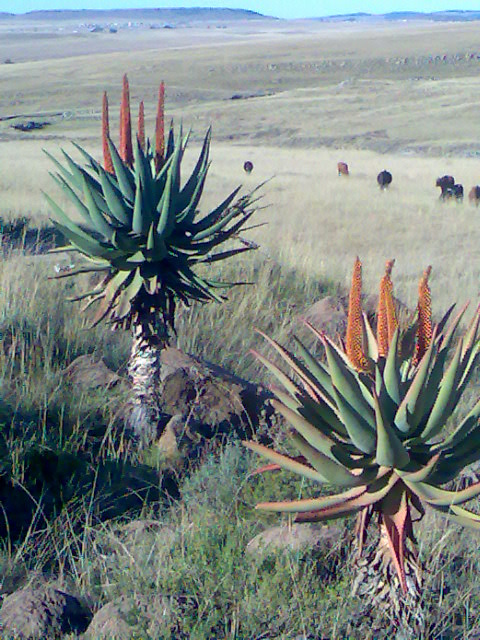
Алое страхітливе біля містечок Кофімваба і Нгкобо у Східно-Капській провінції, ПАР

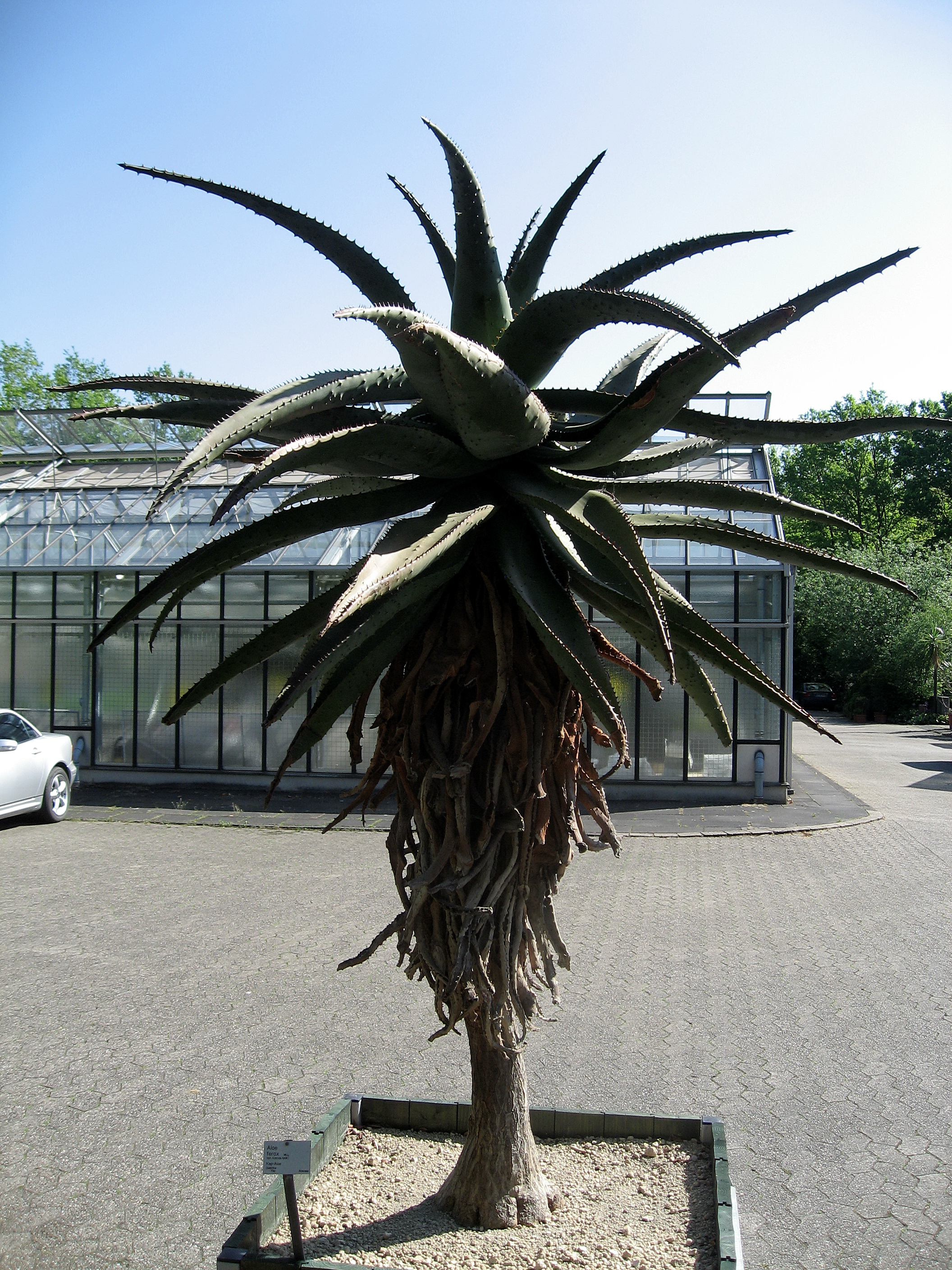
Алое страхітливе в ботанічному саду Рурського університету в Бохумі

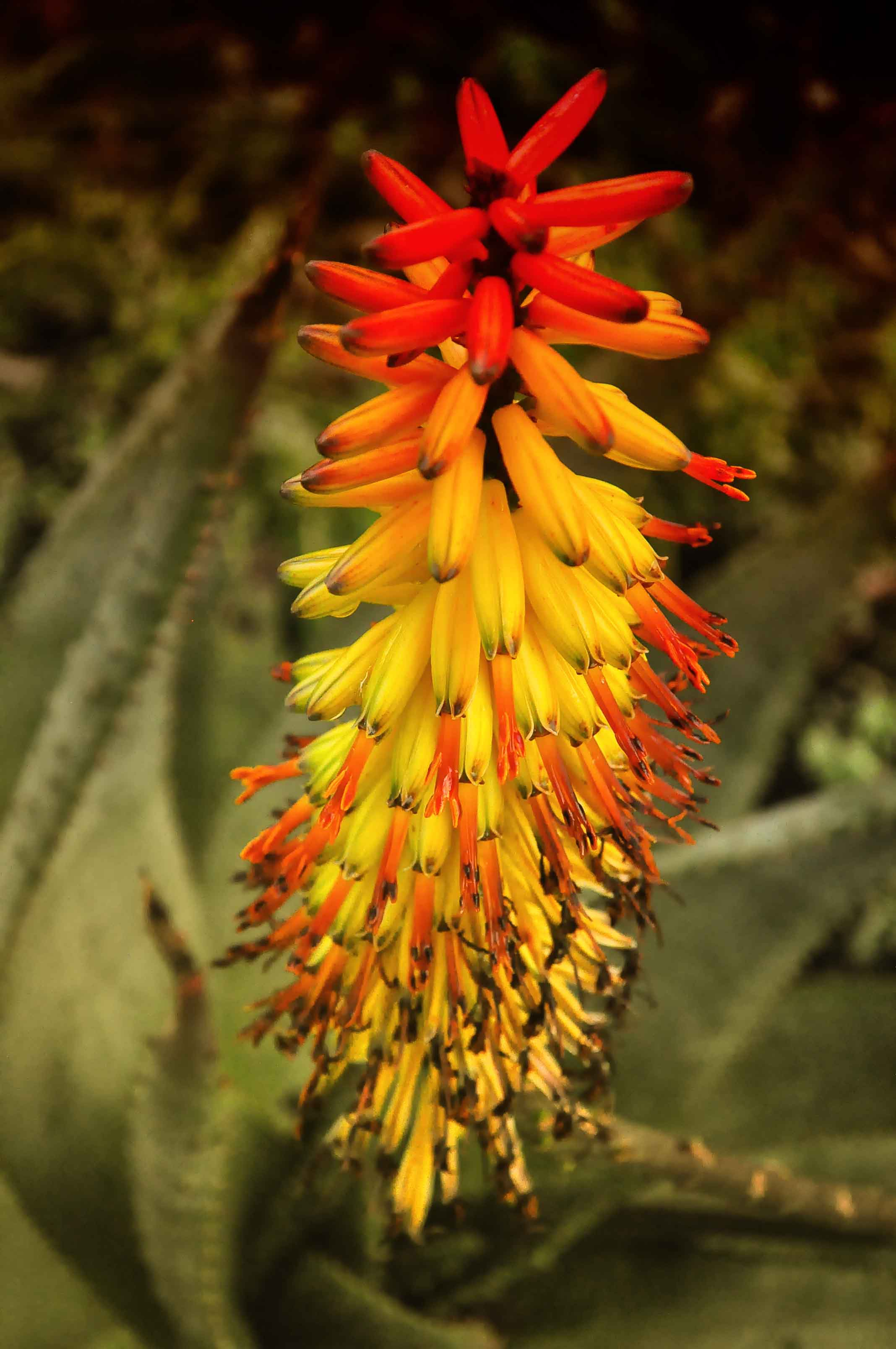
Квітконос Aloe ferox

Видова назва походить від лат. ferox — «страхітливий».

## Історія
Вперше описаний англійським ботаніком Філіпом Міллером у 1768 році у виданні «The Gardeners Dictionary».

## Морфологічні ознаки
Алое страхітливе може досягти висоти до 5 метрів у зрілих рослинах, але в середньому воно досягає лише 2 метрів. Сухі листя залишаються на стовбурі. Листки широкі, відрізняються кольором від тьмяно-зелених до сіро-зелених, під час посушливого періоду листя набувають червонуватого кольору. На листяних поверхнях присутні темно-коричневі шипи, вони є більшими на нижній поверхні листя, листкові краї озброєні численними гострими зубцями, які є червоно-коричневого кольору. Складне суцвіття розгалужується на 5-12 гілок. Квітконос щільно набитий численними квітами. Квіти оранжево-червоного, жовтуватого або білого кольору. Квіти трубчастої форми, тичинки виступають за квітку. Цвітіння зазвичай відбувається в зимові (для ПАР) місяці — у травні та червні, але рослини, виявлені в більш холодних місцях, як правило, цвітуть у вересні та листопаді.

## Споріднені види
Алое страхітливе можна плутати з алое Марлота (Aloe marlothii) особливо зі зразками з Квазулу-Наталя (раніше класифікованих як Aloe spectabilis). Рослини Aloe marlothii з Квазулу-Наталя мають китиці, що мають трохи трикутну форму, а їхні листя мають шипи, які, як правило, відсутні у Aloe ferox, які ростуть в Квазулу-Наталі.

## Місця зростання
Aloe ferox зустрічається в Лесото і Південно-Африканській Республіки (провінції Квазулу-Наталь, Вільна держава, Західно-Капська та Східно-Капська провінції). Росте на висоті до 1000 м над рівнем моря. Алое страхітливе є одним з домінуючих видів в рослинності «сукулентних бушів» у Південній Африці. Його можна зустріти в широкому діапазоні кліматичних умов. Особливо багато в прибережних річкових долинах, а далі у скалистих виступах на плоских, відкритих майданчиках, посушливих скелястих схилах та гірських схилах, де середня температура коливається від 27-31 °С. Може існувати в посушливому кліматі західної частини ареалу, а також у відносно вологих умовах у східній частині ареалу. Річна кількість опадів коливається від 50-300 мм.

## Використання
Листя цієї комерційно важливої лікарської рослини широко збирають, а продукти, отримані зі збираного матеріалу, експортуються. Великі обсяги експортуються з 1980-х років, причому протягом останніх 15 років спостерігається зростання торгівлі. Більшість комерційних продуктів збирають з культивованих особин. Збір врожаю відбувається у всіх комунальних районах Східно-Капської провінції, в тому числі в районах Педді, Дутива, Баттерворт і Куну, а також в деяких районах колишнього регіону Транскей.

## Охоронні заходи
Вид включений до додатку II конвенції про міжнародну торгівлю видами дикої фауни і флори, що перебувають під загрозою зникнення (CITES).
Включений до Червоного списку південноафриканських рослин (англ. Red List of South African Plants). Має статус «під загрозою зникнення» через колекціонування та міську і промислову експансії.
Формальне законодавство охороняє та контролює використання цього виду в Квазулу-Наталі та Вільній державі. Моніторинг та регулювання необхідні для забезпечення сталого використання в регіонах, де цей вид сильно збирають. У деяких районах надмірне використання та деструктивний збір листя призвели до локалізованого вимирання субпопуляцій.
Алое страхітливе зафіксоване в багатьох природоохоронних територіях та за їх межами.